# Guillaume Martin
Guillaume Martin (n. Paris, a 9 de junho de 1993)  é um ciclista profissional e filósofo francês. Como ciclista, é membro da equipa Cofidis.￼￼

## Palmarés
2015
- Liéje-Bastogne-Liéje sub-23
- 1 etapa do Tour do Porvenir

2017
- 1 etapa do Tour de Limusino
- Tour de Gévaudan Languedoc-Roussillon, mais 1 etapa
- Giro de Toscana, mais 1 etapa

2018
- Circuito da Sarthe, mais 1 etapa

## Resultados nas Grandes Voltas
Durante a sua carreira desportiva tem conseguido os seguintes postos nas Grandes Voltas.
| Carreira        | 2016 | 2017 | 2018 |
| --------------- | ---- | ---- | ---- |
| Giro d'Italia   | -    | -    | -    |
| Tour de France  | -    | 23º  | 21º  |
| Volta a Espanha | -    | -    | -    |

-: não participa 

Ab.: abandono 